# 소문난 구두쇠
"소문난 구두쇠"(The Notorious Miser)는 한국에서 제작된 김영걸 감독의 1970년 영화이다. 구봉서 등이 주연으로 출연하였고 김태수 등이 제작에 참여하였다.

## 출연

### 주연
- 구봉서
- 서영춘
- 양훈
- 성진아

## 기타
- 조명: 손한수
- 스틸: 양기주
- 미술: 이문현
- 현상: 대영